# 吉岡孝昭
吉岡 孝昭（よしおか たかあき）は、日本の政策学者、経済学者。世界平和研究所主任研究員（日本銀行より出向）。大阪大学博士（国際公共政策）、四川大学経済学博士、熊本大学博士（法学）、早稲田大学博士（政治学）。

## 来歴
1982年、滋賀大学経済学部を卒業し、日本銀行入行（総合職）。外国局、業務管理局、経営管理局、発券局調査役、検査室企画役等を経て、2009年より世界平和研究所主任研究員に出向。この間、大阪大学大学院国際公共政策研究科博士課程を修了し、早稲田大学アジア研究機構の客員研究員等を務める。また、四川大学経済学院や千葉商科大学大学院政策情報学研究科等で教鞭を執る。専攻（専門分野）は政治学、法学、経済学、金融、地域政策学、国際公共政策、公衆衛生学、国際協力。

## 主要論文
- 「戦後日本の地価変動の時系列分析」『日本不動産学会誌』第16号第2巻、2002年
- 「都市の中心性と地価構造」『応用地域学研究』第8号1巻、2003年
- 「VaRを用いた中国国有商業銀行のリスク分析と中国の不良債権問題に関する分析」『国際公共政策研究』第9巻第1号、2004年

## 主な所属学会
- 日本公法学会
- 日本金融学会
- 応用地域学会
- 日本公衆衛生学会
- 日本不動産学会
- 国際公共政策学会